# Eat (film)
Eat is een geluidloze film van Andy Warhol uit 1964. De film is opgenomen in zwart-wit en duurt ongeveer 39 minuten. De film toont in close-up het hoofd en de schouders van een man die uiterst langzaam een paddenstoel zit te eten met af en toe een kat op zijn schouders. Hoofdrolspeler is de popartkunstenaar Robert Indiana.

## Handeling
De acteur kauwt gedurende de gehele film op zijn rauwe paddenstoel, soms glimlacht hij even naar de camera op andere momenten kijkt hij afwezig uit het raam dat buiten het kader valt en slechts present is door een heldere lichtinval van links. 
Ongeveer in het midden van de film klimt een kat op zijn linkerschouder. De man aait de kat en toont hem de paddenstoel. De kat verdwijnt uit beeld en keert na een korte onderbreking, met een zichtbare spoelwissel, weer terug in beeld. Hij wordt opnieuw geaaid en aan de toeschouwer gepresenteerd. Wanneer de kat voor de tweede keer uit beeld verdwijnt, eet de man met kleine hapjes verder. Na een zichtbare spoelwissel tegen het einde van de film sluit de man voor enkele seconden zijn ogen terwijl hij met zijn tong de laatste stukjes in zijn mond verzameld en doorslikt.

## Setting
Deze film werd opgenomen met een statief zodat het beeldkader steeds eender is. Het gezicht van de acteur is af en toe gedeeltelijk overbelicht. De acteur zit op een draaibare, goed geveerde stoel hetgeen te constateren is aan de rugleuning die in verschillende richtingen meegaat met de bewegingen van zijn bovenlichaam. De rugleuning van de stoel is gedecoreerd met ornamenten in houtsnijwerk. De achtergrond wordt gevormd door een hoek van een kamer met links net buiten beeld een raam en rechtsachter de acteur enkele bladeren van een kamerplant. De acteur, die tegen het einde van de film zijn armen strekt en achter zijn hoofd vouwt, draagt een donkere hoed en is gekleed in een lichtgekleurd wollen vest over een donkere blouse.

## Datering
Volgens hoofdrolspeler Robert Indiana werden de opnames gemaakt op zondag 2 februari 1964 in zijn atelier aan de Coenties Slip in Lower Manhattan. Hij had de dag ervoor opzettelijk gehongerd en had 's morgens divers voedsel ingekocht, waaronder groenten en fruit, maar Warhol verzocht hem voor de filmopnames slechts een paddenstoel te eten.

## Première
De film Eat werd, tezamen met een onaangekondigde preview van Blow Job voor het eerst vertoond op 16 juli 1964 door Jonas Mekas, een pionier van de experimentele film in die dagen, in de Washington Square Gallery aan 530 West Broadway. In september van dat jaar waren delen van de film tezamen met delen van Kiss, Sleep en Haircut te zien op het filmfestival van New York, begeleid door een soundtrack van de avant-garde componist La Monte Young.

## Achtergronden
De experimentele zwart-witfilms van Warhol uit de jaren 60 werden opgenomen op 16mm met 24 frames per seconde en geprojecteerd met 16 frames per seconde, zodat het publiek langzame beelden in slow motion te zien kreeg. De negen filmrollen van ieder drie minuten waaruit de film is opgebouwd, zijn niet strikt chronologisch gemonteerd en er is geen direct verband tussen het verstrijken van de tijd en de hoeveelheid die de man gegeten heeft. 
Indiana had in 1962 al schilderijen gemaakt met als titel 'EAT/DIE' en had deze getoond in de Stable Gallery van Eleanor Ward in New York. In de nazomer van 1963 had hij daar Andy Warhol leren kennen. In januari 1964, kort voor de filmopnames, had Allan Kaprow een happening georganiseerd onder de titel 'Eat' in het gebouw van de voormalige brouwerij Ebling in The Bronx. Na de filmopnames, vanaf 15 april 1964, presenteerde Indiana een monumentale sculptuur bestaande uit het woord 'EAT' in knipperend neonlicht tijdens de Wereldtentoonstelling van 1964 in New York.